# Oberpfälzer Jura

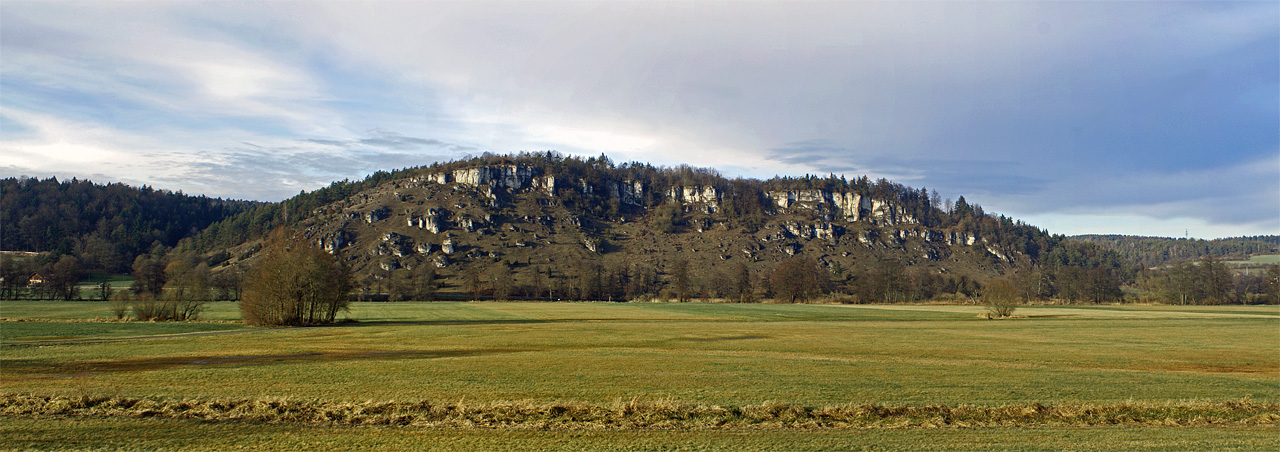
Typische Landschaft im Oberpfälzer Jura bei Kallmünz

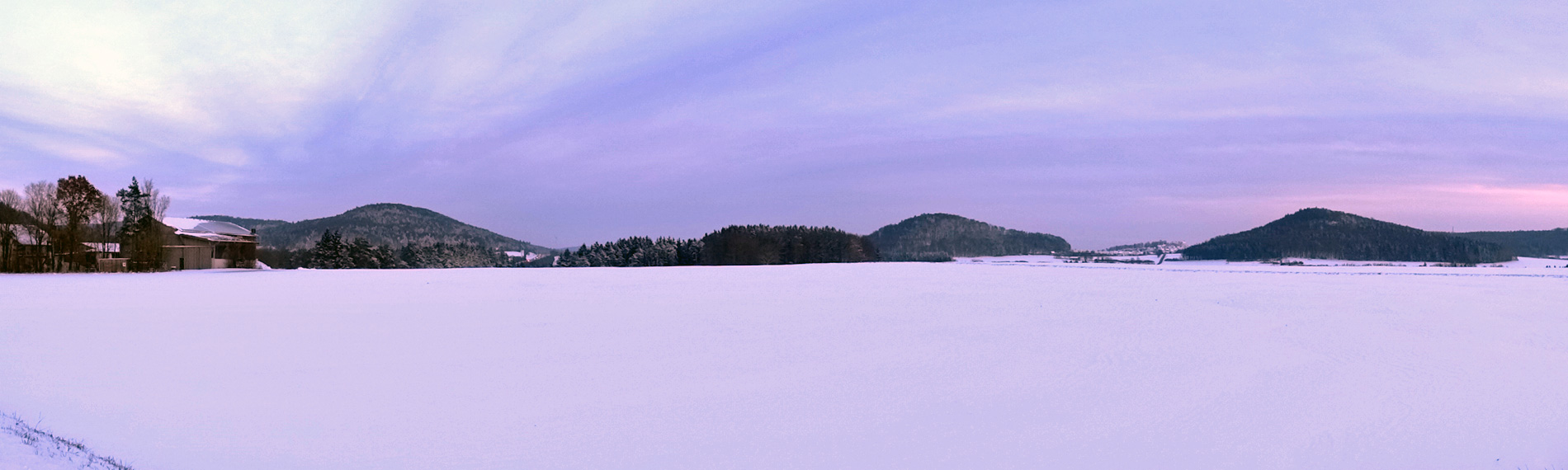
Oberpfälzer Jura im Winter zwischen Velburg und Parsberg

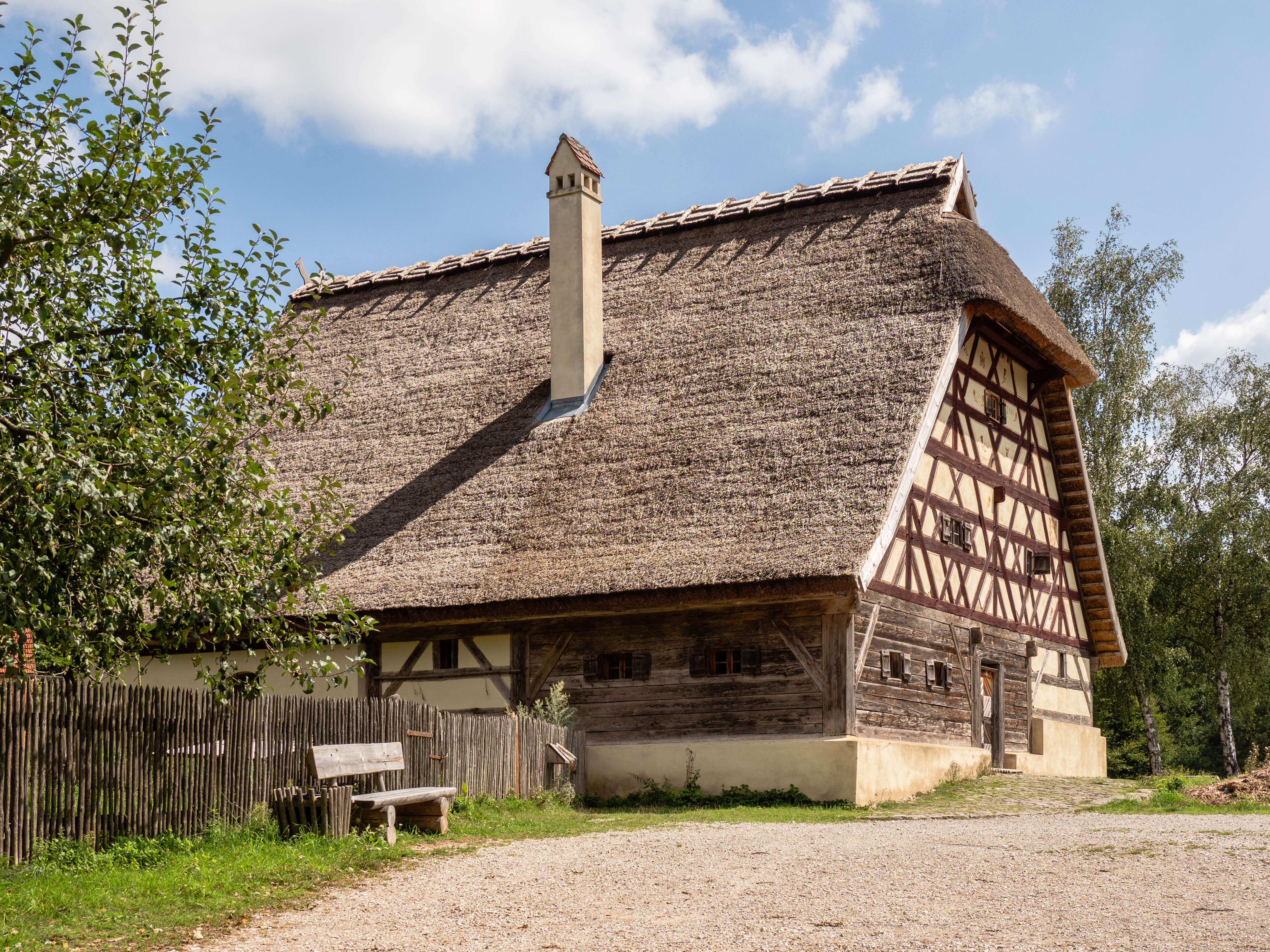
Ein ehemaliger Bauernhof des Oberpfälzer Jura

Mit Oberpfälzer Jura wird der in der Oberpfalz gelegene Teil des Fränkischen Juras bezeichnet (auch Oberpfälzer Alb genannt).

## Lage
Er erstreckt sich hauptsächlich über den westlichen Teil des Landkreises Amberg-Sulzbach, den Landkreis Neumarkt in der Oberpfalz, den nordwestlichen Landkreis Regensburg, außerdem über Teile der Landkreise Kelheim, Schwandorf sowie des Landkreises Nürnberger Land. Nach Westen wird der Oberpfälzer Jura grob begrenzt von der Grenze des Regierungsbezirks Oberpfalz, im Süden durch das Hopfenanbaugebiet Hallertau, in den anderen Richtungen durch die natürlichen Grenzen des Fränkischen Juras.

## Vegetation, Geographie, Gewässer
Die Landschaft wird geprägt von Hochflächen mit Magerrasen, Wiesen, Äckern und Wäldern, die von Wiesentälern mit kleinen Wasserläufen oder waldbedeckten Inselbergen unterbrochen werden. Die höchste Erhebung des Oberpfälzer und die zweithöchste des gesamten Fränkischen Juras ist der 652 m hohe Poppberg in der Gemeinde Birgland. Im Karst des Oberpfälzer Juras finden sich zahlreiche Höhlen und Grotten sowie Dolinen, Trichter im Boden, die von Höhleneinstürzen herrühren.
Größere Gewässer in der eher wasserarmen Gegend sind die Lauterach, Vils, die Weiße und Schwarze Laber sowie Zuflüsse der Pegnitz.

## Namensgebung
Der Geograph Robert Gradmann hat darauf verwiesen, dass der Name Fränkischer oder Oberpfälzer Jura "durch Kartenzeichner und Schulmänner, die geologischer sein wollen als die Geologen" verbreitet wurde, aber in Anlehnung an den historisch-volkstümlichen Begriff des schweizerisch-französischen Grenzgebirges Jura, und auch aus sachlichen Gründen, "als Gebirgsname hier ebenso wenig am Platz ist, wie in Schwaben" (als Schwäbischer Jura).

## Tourismusregion Jura
Der Jurasteig, ein knapp 240 km langer Rundwanderweg im Bayerischen Jura, ist seit 2008 vom Deutschen Wanderverband bereits mehrfach als eine der besten Wanderrouten in Deutschland ausgezeichnet worden. Übernachtungsstarke, juraländische Urlaubsorte wie Berching und Dietfurt im Landkreis Neumarkt gehören dem Naturpark Altmühltal an. Seit 2000 werben die Landkreise Amberg-Sulzbach, Neumarkt in der Oberpfalz, Regensburg (westlicher Teil) und Kelheim als Arbeitskreis im Tourismusverband Ostbayern e. V. mit dem umstrittenen Gebietsnamen Bayerischer Jura.